# Paolo Filomarino
Paolo Filomarino, CR (1562 – 27 de maio de 1623) foi um prelado católico romano que serviu como bispo de Caiazzo (1617–1623).

## Biografia
Paolo Filomarino nasceu em Nápoles, na Itália, em 1562 e foi ordenado sacerdote na Congregação dos Clérigos Regulares da Divina Providência. No dia 18 de setembro de 1617, foi nomeado bispo de Caiazzo durante o papado de Paulo V. A 24 de setembro de 1617 foi consagrado bispo por Ladislao d'Aquino, bispo de Venafro. Serviu como bispo de Caiazzo até à sua morte no dia 27 de maio de 1623.